# マティアス・ケーニッヒ
マティアス・ケーニッヒ（Matthias König、1981年10月25日 - ）は、ドイツ、ゲルトリンゲン出身の男子自転車競技（サイクルサッカー）選手。

## 来歴
ミヒャエル・ポセディと数年間チームを組んだ後、2004年にウーベ・ベルナーとチームを結成。チーム結成の年に2部リーグに降格するも、翌年ブンデスリーグに再び昇格、以来ブンデスリーグでのプレーを続けている。また、2008年でのワールドカップ初挑戦で見事優勝を飾った。

## 主な戦績
- 2000
  -  ヨーロッパカップU23（ミヒャエル・ポセディと出場）
- 2003
  -  ヨーロッパカップU23（マルクス・シェーファーと出場）
- 2008
  -  ドイツ選手権
  -  ワールドカップ
- 2009
  -  ドイツカップ
  -  ヨーロッパカップ
  -  ドイツ選手権
  -  世界選手権
- 2010
  -  ドイツカップ
  -  ヨーロッパカップ
  -  ドイツ選手権
  -  世界選手権
  -  ワールドカップ
- 2011
  -  ドイツ選手権
  -  ワールドカップ
- 2012
  -  ドイツカップ
  -  ヨーロッパカップ
- 2013
  -  ドイツ選手権